# Mark Robson
Pour les articles homonymes, voir Robson.
Mark Robson est un réalisateur et monteur canadien qui fit carrière aux États-Unis, né à Montréal (Canada) le 4 décembre 1913, mort à Londres (Angleterre), le 20 juin 1978.

## Filmographie

### Monteur
- 1942 : La Féline (Cat People) de Jacques Tourneur
- 1943 : Vaudou (I walked with a Zombie) de Jacques Tourneur
- 1946 : La Splendeur des Amberson (The Magnificent Ambersons) d'Orson Welles

### Réalisateur
- 1943 : La Septième Victime (The Seventh Victim)
- 1943 : Le Vaisseau fantôme (The Ghost Ship)
- 1944 : Youth Runs Wild (en)
- 1945 : L'Île des morts (Isle of the Dead)
- 1946 : Bedlam
- 1949 : Le Champion (Champion)
- 1949 : Roughshod (en)
- 1949 : La Demeure des braves (Home of the Brave)
- 1949 : Tête folle (My foolish Heart)
- 1950 : La Marche à l'enfer (Edge of Doom)
- 1951 : La Nouvelle Aurore (Bright Victory)
- 1951 : Face à l'orage (I Want You)
- 1953 : Retour au Paradis (Return to Paradise)
- 1954 : L'Enfer au-dessous de zéro (Hell Below Zero)
- 1954 : Phffft! (Phffft)
- 1954 : Les Ponts de Toko-Ri (The Bridges at Toko-Ri)
- 1955 : Le Procès (Trial)
- 1955 : Hold-up en plein ciel (A Prize of Gold)
- 1956 : Plus dure sera la chute (The Harder they fall)
- 1957 : Les Plaisirs de l'enfer (Peyton Place)
- 1957 : La Petite hutte (The Little Hut)
- 1958 : L'Auberge du sixième bonheur (Inn of the sixth happiness)
- 1960 : Du haut de la terrasse (From the Terrace)
- 1963 : Pas de lauriers pour les tueurs (The Prize)
- 1963 : À neuf heures de Rama (Nine Hours to Rama)
- 1965 : L'Express du colonel Von Ryan (Von Ryan's Express)
- 1966 : Les Centurions (Lost Command)
- 1967 : La Vallée des poupées (Valley of the Dolls)
- 1969 : La Boîte à chat (Daddy's Gone A-Hunting)
- 1971 : Happy Birthday, Wanda June
- 1972 : Limbo
- 1974 : Tremblement de terre (Earthquake)
- 1978 : Avalanche Express[1]